# Evangelium der Frau Jesu

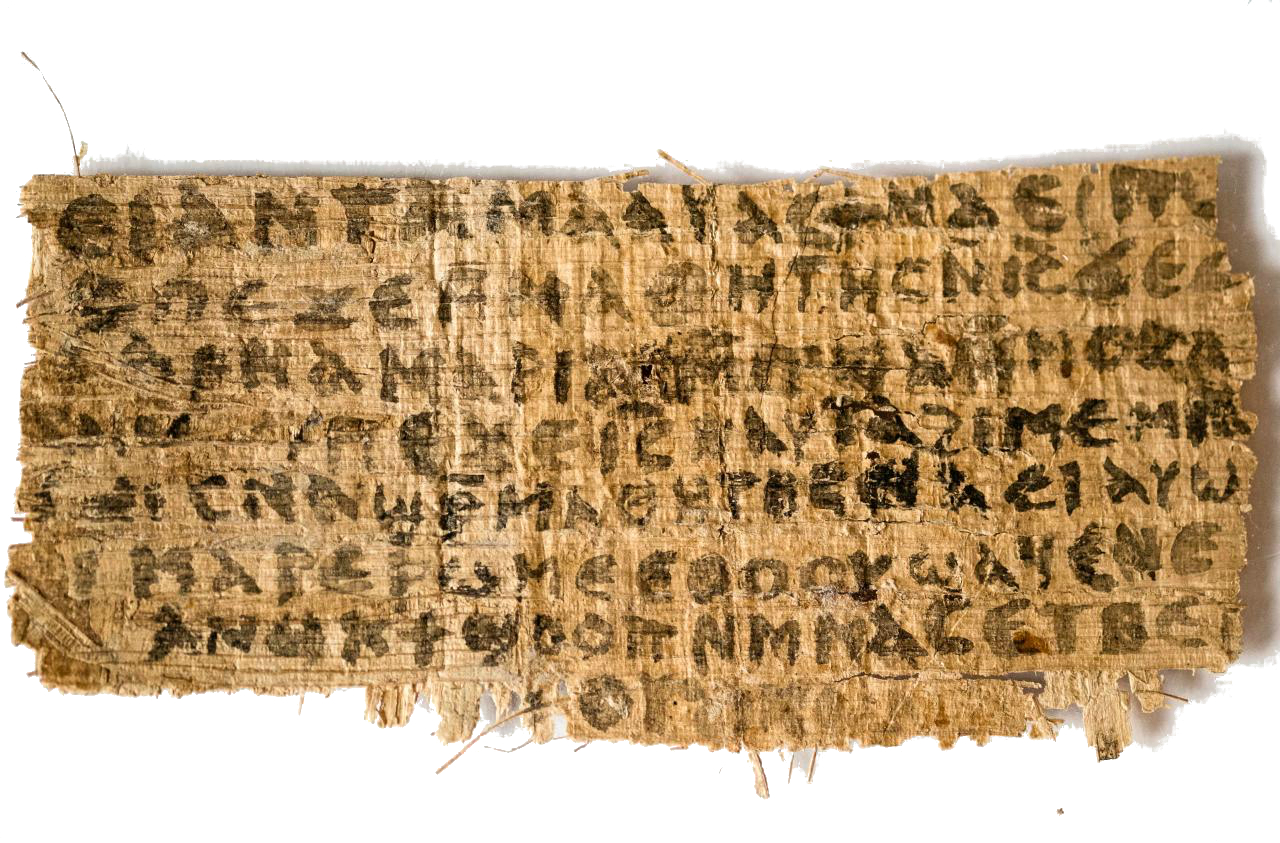
Papyrusfragment mit dem Evangelium der Frau Jesu

Das Evangelium der Frau Jesu ist ein Papyrusfragment unbekannter Herkunft mit einem höchstwahrscheinlich gefälschten koptischen Text. Es wurde 2012 von der Kirchenhistorikerin Karen King (* 1954) der Öffentlichkeit präsentiert und sogleich von Fachleuten als möglicherweise unecht angezweifelt. Inzwischen (Juni 2016) steht es auch für King unter dem starken Verdacht, eine moderne Fälschung zu sein.
Das Fragment erhielt seine Bezeichnung und große mediale Aufmerksamkeit dadurch, dass Jesus darin Bezug nimmt auf „meine Frau“.
Ein derart lange nach Jesu Tod abgefasstes Dokument sei keine historische Quelle für den Zivilstand Jesu, wie King feststellte. Ursprünglich hielt sie den Text für eine Übersetzung aus der zweiten Hälfte des 4. Jahrhunderts, die einen Originaltext aus dem 2. Jahrhundert wiedergebe. Nach einer Radiokarbondatierung der Universität Harvard und der Woods Hole Oceanographic Institution stammt das Material des Papyrus mit hoher Wahrscheinlichkeit aus dem 8. Jahrhundert.

## Veröffentlichung
King stellte das Fragment am 18. September 2012 am Internationalen Kongress für koptische Studien in Rom vor.
Die Herausgeber des Harvard Theological Review wollten Kings Artikel über das Fragment aufgrund von Zweifeln an dessen Echtheit zunächst nicht veröffentlichen, wie 2012 durch Craig A. Evans bekannt wurde. Im April 2014 wurde eine überarbeitete Version des Artikels veröffentlicht, zusammen mit den Ergebnissen weiterer paläographischer und chemischer Analysen.
Der Papyrus befindet sich im Privatbesitz von Walter Fritz. King gibt an, der Papyrus sei bereits 1982 von Peter Munro, damals Professor für Ägyptologie an der Freien Universität Berlin, geprüft und für authentisch gehalten worden. Diese Untersuchung durch Munro hat vermutlich jedoch nie stattgefunden, denn der Brief, der die Echtheit bestätigte, stellte sich im Nachhinein als Fälschung heraus.

## Beschreibung des Papyrus
Von den acht Zeilen haben die Zeilen 4–5 (recto) die Aufmerksamkeit der Öffentlichkeit besonders auf sich gezogen. Sie werden von King wie folgt gelesen (in deutscher Übersetzung):

„… Jesus spricht zu ihnen: Meine Frau …
… sie wird für mich Jünger (sic) sein können und …“

Da die Ränder abgebrochen sind, ist unklar, in welchem Zusammenhang diese Worte stehen. Das Fragment hat eine Größe von 7,6 × 3,8 cm, ist an beiden Seiten abgebrochen und enthält Teile von neun Zeilen. Der Text ist im sahidischen Dialekt des Koptischen verfasst. Die Buchstaben auf der Rückseite (verso) sind unleserlich. Im Vergleich zu anderen koptischen Manuskripten, wie beispielsweise den Codices von Nag Hammadi, vermittelt die Schrift den Eindruck, dass der Schreiber ungeübt war. Aufgrund dieser paläographischen Merkmale datiert King den Papyrus auf die zweite Hälfte des 4. Jahrhunderts. Sie geht davon aus, dass der Text ursprünglich im 2. Jahrhundert auf Griechisch verfasst wurde. Sie begründet dies mit der inhaltlichen Verwandtschaft mit dem Thomasevangelium, dem Mariaevangelium und dem Ägypterevangelium.

## Argumente für die Unechtheit
Schon 2012 äußerten mehrere Forscher Zweifel an der Echtheit des Papyrus:
- Hugo Lundhaug und Alin Suciu argumentierten, die Form der Buchstaben spreche dafür, dass sie mit einem Pinsel geschrieben wurden. In der Antike wurde Papyrus jedoch mit einem Schreibrohr (Kalamos) beschrieben. Dies spreche für eine moderne Fälschung.[9]
- Francis Watson untersuchte detailliert die Zitate und Anspielungen aus dem Thomas- und dem Matthäusevangelium. Er kam zu dem Schluss, dass die große Ähnlichkeit der Texte für eine moderne Fälschung spreche.[10]
- Der Koptologe Georgeos Díaz-Montexano argumentierte aufgrund von Vergleichen mit echten Papyri, dass es sich mit Sicherheit um eine Fälschung handle. Die ausgesprochen schlechte Schreibtechnik bzw. die Unregelmäßigkeiten im Schreibstil hinterließen den Eindruck, als hätten mehrere Schreiber die Buchstaben zufällig hintereinander gesetzt. Einige Buchstaben wiesen eine unterschiedliche Form und Strichbreite auf.[11] Die Setzung eines diakritischen Zeichens zeige, dass die Fälschung nach 2007 erfolgt sein müsse.[12] Diese und weitere Beobachtungen am Text führten ihn zum Schluss, dass der Schreiber weder mit dem koptischen Alphabet noch mit der koptischen Grammatik vertraut war.[13] Er wies zudem darauf hin, dass ein koptischer Text aus dem 4. Jahrhundert ungeeignet sei, irgendetwas Verlässliches über den Zivilstand Jesu aussagen zu können.[14]

Die Kritiker, die an der Echtheit des Papyrus zweifelten, sahen ihre Argumentation weiterhin als unwiderlegt an und warfen King vor, sie stelle die Forschungsergebnisse in der Presse einseitig dar. Francis Watson betonte, die Untersuchungen zur Datierung des Papyrus und zur Zusammensetzung der Tinte würden die Debatte nicht voranbringen, und er verwies hierzu auf den Ägyptologen Leo Depuydt von der Brown University (Rhode Island, USA). Denn es sei ohne weiteres möglich, einen antiken Papyrus mit einer Tinte zu beschreiben, wie sie damals verwendet wurde. Depuydt beurteilte das Schriftstück im April 2014 aufgrund seiner sprachlichen und grammatikalischen Analyse als moderne Fälschung.
Anfang Mai 2014 wurden weitere Zweifel an der Echtheit geäußert. King gab an, dass diese ernst zu nehmen seien und in Richtung einer Fälschung wiesen. Viele frühere Verteidiger der Echtheit des Textes änderten ihre Meinung, als sich ein zu Vergleichszwecken herangezogener Kodex aus derselben Privatsammlung eindeutig als Fälschung herausstellte.
Auch eine Sonderausgabe der New Testament Studies, in der alle Argumente der Kritiker zusammengestellt sind, scheint 2015 die Debatte dahingehend entschieden haben, dass es sich um eine Fälschung handelt.
Im Juni 2016 brachte auch King selbst zum Ausdruck, dass es sich wahrscheinlich um eine moderne Fälschung handle und dass diese möglicherweise durch den Besitzer angefertigt wurde. Diesen hatte der amerikanische Journalist Ariel Sabar auf der Suche nach der Herkunft des Papyrus ausfindig gemacht. Es handelt sich nach Sabar um den in Florida (USA) lebenden ehemaligen Ägyptologiestudenten Walter Fritz.